# Trijak
Naziv trijak potiče od engleske skraćenice za elektrodni poluprovodnički prekidač naizmenične struje (engl. triode alternating current semiconductor switch). U funkcionalnom smislu, trijak je zamena za paralelnu vezu dva suprotno priključena tiristora, a može se razmatrati i kao dijak sa upravljačkom elektrodom.
Trijak može propustati struju u oba smera, pa nije potrebno voditi računa o polaritetu priključenog napona. Na nivo napona pri kojem se uključuje trijak, zavisno od polariteta, utiče se pozitivnom ili negativnim naponom upravljačke elektrode.